# نينا هوس
نينا هوس (بالألمانية: Nina Hoss)‏ (و. 1975 – م) هي ممثلة، وممثلة مسرحية، وممثلة أفلام من ألمانيا . ولدت في شتوتغارت. شاركت في German presidential election, 2004، وGerman presidential election, 2010 .

## جوائز
حصلت على جوائز منها:
- نيشان الاستحقاق لبرلين
- صليب وسام الاستحقاق من جمهورية ألمانيا الاتحادية
- وسام الاستحقاق لبادن-فورتمبيرغ.

## روابط خارجية
- نينا هوس على موقع IMDb (الإنجليزية)
- نينا هوس على موقع ميتاكريتيك (الإنجليزية)
- نينا هوس على موقع روتن توميتوز (الإنجليزية)
- نينا هوس على موقع مونزينجر (الألمانية)
- نينا هوس على موقع قاعدة بيانات الأفلام العربية
- نينا هوس على موقع ألو سيني (الفرنسية)
- نينا هوس على موقع ميوزك برينز (الإنجليزية)
- نينا هوس على موقع تيرنر كلاسيك موفيز (الإنجليزية)
- نينا هوس على موقع أول موفي (الإنجليزية)
- نينا هوس على موقع قاعدة بيانات الأفلام السويدية (السويدية)